# Municipio de Fletchall
El municipio de Fletchall (en inglés: Fletchall Township) es un municipio ubicado en el condado de Worth en el estado estadounidense de Misuri. En el año 2010 tenía una población de 1072 habitantes y una densidad poblacional de 9,9 personas por km².

## Geografía
El municipio de Fletchall se encuentra ubicado en las coordenadas 40°30′59″N 94°24′8″O / 40.51639, -94.40222. Según la Oficina del Censo de los Estados Unidos, el municipio tiene una superficie total de 108.28 km², de la cual 108,25 km² corresponden a tierra firme y (0,03 %) 0,03 km² es agua.

## Demografía
Según el censo de 2010, había 1072 personas residiendo en el municipio de Fletchall. La densidad de población era de 9,9 hab./km². De los 1072 habitantes, el municipio de Fletchall estaba compuesto por el 98,13 % blancos, el 0,28 % eran afroamericanos, el 0,09 % eran amerindios, el 0,09 % eran asiáticos, el 0,65 % eran de otras razas y el 0,75 % eran de una mezcla de razas. Del total de la población el 1,31 % eran hispanos o latinos de cualquier raza.